# 源允明
源 允明（みなもと の すけあきら、延喜19年（919年） - 天慶5年7月5日（942年8月19日））は、平安時代中期の貴族。醍醐天皇の皇子（醍醐第四源氏）。官位は従四位上・播磨権守。

## 経歴
醍醐朝の延喜20年（920年）醍醐天皇の他の諸皇子女とともに源朝臣姓を与えられて臣籍降下する。
朱雀朝の延長4年（934年）元服し、翌延長5年（935年）无位から従四位上に直叙される。天慶元年（938年）ごろ播磨権守に任ぜられるが、天慶5年（942年）7月5日卒去。享年24。最終官位は播磨権守従四位上。

## 官歴
- 延喜20年（920年） 12月28日：臣籍降下（源朝臣）[1]
- 延長4年（934年） 12月27日：元服
- 延長5年（935年） 日付不詳：従四位上（直叙）
- 天慶元年（938年） 3月29日：見播磨権守[2]
- 天慶5年（942年） 7月5日：卒去（播磨権守従四位上）[3]

## 系譜
『本朝皇胤紹運録』による。
- 父：醍醐天皇
- 母：源敏相の娘